# Centroscyllium excelsum
Centroscyllium excelsum е вид акула от семейство Светещи акули (Etmopteridae).

## Разпространение и местообитание
Видът е разпространен в Русия (Курилски острови) и Япония.
Обитава океани и морета. Среща се на дълбочина от 800 до 1000 m.

## Описание
На дължина достигат до 63,6 cm.